# Бишево (Комижа)
Бишево је насељено место у саставу града Комиже, на острву Бишеву, Сплитско-далматинска жупанија, Република Хрватска.

## Историја
До територијалне реорганизације у Хрватској налазило се у саставу старе општине Вис.

## Становништво
На попису становништва 2011. године, Бишево је имало 15 становника.
| Број становника по пописима | Број становника по пописима | Број становника по пописима | Број становника по пописима | Број становника по пописима | Број становника по пописима | Број становника по пописима | Број становника по пописима | Број становника по пописима | Број становника по пописима | Број становника по пописима | Број становника по пописима | Број становника по пописима | Број становника по пописима | Број становника по пописима | Број становника по пописима |
| --------------------------- | --------------------------- | --------------------------- | --------------------------- | --------------------------- | --------------------------- | --------------------------- | --------------------------- | --------------------------- | --------------------------- | --------------------------- | --------------------------- | --------------------------- | --------------------------- | --------------------------- | --------------------------- |
| 1857                        | 1869                        | 1880                        | 1890                        | 1900                        | 1910                        | 1921                        | 1931                        | 1948                        | 1953                        | 1961                        | 1971                        | 1981                        | 1991                        | 2001                        | 2011                        |
| 45                          | 0                           | 130                         | 160                         | 231                         | 243                         | 243                         | 192                         | 193                         | 147                         | 114                         | 56                          | 12                          | 14                          | 19                          | 15                          |

Напомена: У 1869. подаци су садржани у насељу Комижа. До 1931. исказивано је као део насеља.

### Попис1991.
На попису становништва 1991. године, насељено место Бишево је имало 14 становника, следећег националног састава:
| Попис 1991.‍ | Попис 1991.‍ | Попис 1991.‍ | Попис 1991.‍ | Попис 1991.‍ |
| ----------- | ----------- | ----------- | ----------- | ----------- |
|             |             |             |             |             |
| Хрвати      | Хрвати      |             | 9           | 64,28%      |
| непознато   | непознато   |             | 5           | 35,71%      |
| укупно: 14  |             |             |             |             |